# Sixpence None the Richer
Sixpence None the Richer, también conocida simplemente como Sixpence —cuyo nombre en español sería el equivalente a "Nadie es seis peniques más rico"—, es una banda estadounidense de rock formada en New Braunfels (Texas), y finalmente relocalizada en Nashville (Tennessee). La banda está conformada por Leigh Nash, Matt Slocum y Justin Cary. Sus canciones más conocidas son "Kiss Me" y "Breathe Your Name", además de sus clásicas versiones de "Don't Dream It's Over" y "There She Goes".

## Discografía

### Álbumes de estudio
- 1994 The Fatherless & the Widow
- 1995 This Beautiful Mess
- 1997 Sixpence None the Richer
- 2002 Divine Discontent
- 2008 The Dawn of Grace
- 2012 Lost In Transition

### Recopilaciones
- 2004 The Best of Sixpence None the Richer

### EP
- 2008 My Dear Machine
- 2024 Rosemary Hill